# Gilberto Parra
Gilberto Parra Medina (* 3. Dezember 1992 in Pueblo Yaqui, Sonora; † 3. Juni 2018 ebenda) war ein mexikanischer Profiboxer im Halbfliegengewicht.

## Karriere
Gilberto Parra gewann sein Profidebüt am 1. Juli 2011 in Ciudad Obregón. Im März 2013 gewann er den Titel WBA-Fedelatin und konnte diesen im Juni 2013 erfolgreich verteidigen.
Am 28. März 2015 boxte er in Quezon City um die WBO-Weltmeisterschaft, verlor jedoch gegen den Titelträger Donnie Nietes. Im November 2017 gewann er den Titel WBC Silver, welchen er am 9. März 2018 an Saúl Juárez verlor.

## Tod
Am 3. Juni 2018 wurde er im Alter von 25 Jahren in seiner Geburtsstadt das Opfer eines Mordanschlags, als mehrere Bewaffnete Parra und seinen Beifahrer in ihrem Fahrzeug erschossen. Er war nach Alejandro González jr., David Lopez und Raúl Castañeda bereits der vierte mexikanische Boxer, der seit Dezember 2016 in Mexiko erschossen wurde.